# Eulithis sperringi
Eulithis sperringi là một loài bướm đêm trong họ Geometridae.